# Charlotte von Ahlefeld
Charlotte Sophie Luise Wilhelmine von Ahlefeld (Ottmannshausen, Berlstedt, Turingia, 6 de diciembre de 1781-Teplice, Bohemia, 27 de julio de 1849) fue una novelista alemana. Usó para algunas de sus novelas el apodo de Elise Selbig, y de Natalia para algunos de sus poemarios.
Von Ahlefeld nació cerca de Erfurt como Charlotte von Seebach en el seno de una familia noble del Reino de Hanóver. Su padre era comandante y recibió una educación esmerada de profesores particulares e institutrices.
Comenzó a escribir de joven y publicó su primera novela en 1797 recibiendo muy buenas críticas de Goethe. Se casó con Johann Ritter von Ahlefeld, un terrateniente de Schleswig el 21 de mayo de 1798. Se separaron en 1807, pero continuó viviendo en Schleswig hasta 1821, cuando se mudó a Weimar y se hizo amiga de Charlotte von Stein. En 1846, falleció en un balneario debido a su frágil salud.

## Obras seleccionadas
- Liebe und Trennung, oder merkwürdige Geschichte der unglücklichen Liebe zweyer fürstlicher Personen jetziger Zeit (Weißenfels 1797)
- Maria Müller (1799)
- Die Bekanntschaft auf der Reise (Berlín 1801)
- Die Stiefsöhne
- Therese (Hamburgo 1805)
- Briefe auf einer Reise durch Deutschland und die Schweiz im Sommer 1808
- Altona (1810)
- Franziska und Änneli (1813)
- Erna (1819)
- Felicitas (1825)
- Der Stab der Pflicht (1832)